# スティーヴ・マーカス
スティーヴ・マーカス（Steve Marcus、1939年9月18日ニューヨーク州ブロンクス区 - 2005年9月25日ペンシルベニア州ニューホープ）は、アメリカ合衆国のジャズ・サクソフォーン奏者。
リーダーとしての彼の最初のアルバムには、ビートルズの曲「トゥモロー・ネバー・ノウズ」のアレンジ版が含まれていた。彼はジャズ・ドラマーのバディ・リッチと、その人生における最後の12年間を一緒に仕事した。リッチの死後、マーカスはそのバンドを引き継いで、バディズ・バディーズ（Buddy's Buddies）と改名して率いた。

## ディスコグラフィ

### リーダー・アルバム
- 『トゥモロウ・ネヴァー・ノウズ』 - Tomorrow Never Knows (1968年、Vortex)
- 『伯爵とロック』 - Count's Rock Band (1969年、Vortex)
- 『ローズ・プレイヤー』 - The Lord's Prayer (1969年、Vortex)
- 『グリーン・ライン』 - Green Line (1970年、Nivico)
- 『サムシング』 - Something (1971年、日本コロムビア) ※with 稲垣次郎とソウル・メディア
- 『サムタイム・アザー・ザン・ナウ』 - Sometime Other Than Now (1976年、Flying Dutchman)
- Steve Marcus & 2o1 (1992年、Red Baron)
- Smile (1993年、Red Baron)
- Count's Jam Band Reunion (2001年、Tone Center)
- Steve Marcus Project (2007年、Mighty Quinn Productions)

### 参加アルバム
ゲイリー・バートン
- 『テネシー・ファイアーバード』 - Tennessee Firebird (1966年、RCA)

ラリー・コリエル
- 『ベアフット・ボーイ』 - Barefoot Boy (1971年)
- 『オファリング』 - Offering (1972年)
- 『リアル・グレイト・エスケープ』 - The Real Great Escape (1973年)

ジャズ・コンポーザーズ・オーケストラ
- 『ジャズ・コンポーザーズ・オーケストラ』 - The Jazz Composers Orchestra (1968年、JCOA)

スタン・ケントン
- 『ジーン・ターナー・ウィズ・スタン・ケントン・オーケストラ』 - Stan Kenton / Jean Turner (1963年、Capitol)
- 『アーティストリー・イン・ボサノバ』 - Artistry in Bossa Nova (1963年、Capitol)

ハービー・マン
- 『ウィスキー・ア・ゴー・ゴーのハービー・マン』 - Live at the Whisky a Go Go (1969年、Atlantic)

ボブ・シール・コレクティヴ
- Lion-Hearted (1993年)

ヤング・ラスカルズ
- 『夢みる若者』 - Once Upon a Dream (1968年、Atlantic)